# لوچانا لیتیتستو
لوچانا لیتیتستو (ایتالیایی: Luciana Littizzetto؛زاده ۲۹ اکتبر ۱۹۶۴) یک بازیگر اهل ایتالیا است.
از کارهای معروف او می‌توان به بازی در فیلم راهنمای عشق، همه مردان بی‌کفایت، پینوکیو و سریال تلویزیونی بی‌خیالش اشاره کرد.